# Middlegate
Middlegate – miejscowość australijskiego terytorium zależnego Norfolk. W Middlegate funkcjonuje publiczna szkoła Norfolk Island School, która powstała w 1906 roku. Również w miejscowości znajduje się stadion Athletics Oval.